# こよみをめくってきしゃがゆく
「こよみをめくってきしゃがゆく」または「こよみをめくって汽車がゆく」は、フジテレビの子供向けのテレビ番組『ひらけ!ポンキッキ』の楽曲。同時収録は「どないしましょか つんつるてん」。規格品番はPCSG-0003。

## 概要
- 顔の付いたSL列車が暦を回りながら、月間のテーマの対象物を荷台に乗せて走る人形劇。
- オブジェの制作は望月澄人が担当。

### 対象物
- 1月（正月） - お年玉
- 2月（節分） - 赤い鬼
- 3月（雛祭り） - 女雛
- 4月（入園式） - 男女2人の入学生
- 5月（こどもの日） - 鯉のぼり
- 6月（梅雨） - てるてる坊主
- 7月（七夕） - 短冊
- 8月（夏祭り） - 提灯
- 9月（遠足） - おにぎり
- 10月（運動会） - 赤組の子供
- 11月（焚き火） - 焼き芋
- 12月（クリスマス） - サンタクロース

## 収録曲
1. どないしましょか つんつるてん（2:41）
  - 作詞：及川眠子 / 作曲：小板橋博司 / 編曲：幾見雅博 / 歌：かいばしらず
2. こよみをめくってきしゃがゆく（2:45）[1]
  - 作詞：高田ひろお / 作曲・編曲：佐瀬寿一 / 歌：子門真人

## 収録アルバム
- ひらけ!ポンキッキ 大全集④（1990年2月21日、ポニーキャニオン）
- ひらけ!ポンキッキ ベスト50（1990年5月21日、ポニーキャニオン）
- ひらけ!ポンキッキ ベストヒットアルバム（1993年、ポニーキャニオン）
- ガチャピン・ムックのポンキッキ ベスト アルバム（1994年7月10日、ポニーキャニオン）

## カバー
- 水木一郎（2012年7月25日、日本コロムビアから発売のCD「水木一郎 キッズソング・ベスト3!」に収録）[2]